# Лейпцигский оркестр Гевандхауза
Лейпцигский оркестр Гевандхауза (нем. Gewandhausorchester Leipzig, часто просто оркестр Гевандхауза или Гевандхауз-Оркестр) — симфонический оркестр, один из основных в Германии, базирующийся в Лейпциге. Назван по имени своего основного концертного зала — Гевандхауза.

## История
Оркестр ведёт свою историю от общества любителей музицирования Большой Концерт (нем. Grosses Concert), которое с 1743 года давало концерты сначала в частных домах и кофейнях, а с 1744 года в таверне «Три лебедя». Тем самым этот оркестр является первым в Германии неаристократическим оркестром.
В 1780—1782 годах по инициативе тогдашнего бургомистра Карла Вильгельма Мюллера и по проекту городского архитектора Иоганна Карла Фридриха Дауте в здании Гевандхауза, где размещались торговцы тканями, для оркестра был обустроен собственный концертный зал с уникальной акустикой и украшенный изречением юного Сенеки лат. Res severa est verum gaudium (Серьёзный труд — истинное удовольствие), которое стало девизом оркестра. Потолочную роспись оформил знаменитый Фридрих Адам Эзер.
В 1835—1847 годах музыкальным руководителем оркестра (нем. Gewandhauskapellmeister) с годичным перерывом был Феликс Мендельсон Бартольди, при котором в 1840 году оркестр получил официальный статус городского и театрального оркестра, поскольку в деятельности оркестра самое активное участие принимали музыканты городского театра.
В 1885 году в Квартале музыки было открыто новое здание Гевандхауса, разрушенное при бомбардировке в 1944 году (окончательно снесено в 1968 году). В 1981 году на площади Аугустусплац открылся третий концертный зал оркестра.
Коллектив также выступает в Томаскирхе и является официальным оркестром Лейпцигской оперы.
В 2005 году пост музыкального руководителя занял Риккардо Шайи с первоначальным контрактом до 2010 года. В 2008 году произошло первое продление контракта Шайи до 2015 года, однако он одновременно подал в отставку после конфликта из-за найма персонала без его консультации. В июне 2013 года оркестр дополнительно продлил контракт Шайи до 2020 года. Тем не менее в сентябре 2015 года оркестр объявил о новом запланированном завершении срока полномочий Шайи в июне 2016 года, на четыре года раньше согласованного продления контракта, по просьбе Шайи.

## Руководители оркестра
- Иоганн Адам Хиллер (1781—1785)
- Иоганн Готфрид Шихт (1785—1810)
- Иоганн Филипп Кристоф Шульц (1810—1827)
- Христиан Август Поленц (1827—1835)
- Феликс Мендельсон (1835—1843)
- Фердинанд Хиллер (1843—1844)
- Феликс Мендельсон (1845—1847)
- Юлиус Риц (1848—1860)
- Карл Райнеке (1860—1895)
- Артур Никиш (1895—1922)
- Вильгельм Фуртвенглер (1922—1928)
- Бруно Вальтер (1929—1933)
- Герман Абендрот (1934—1945)
- Герберт Альберт (1946—1949)
- Франц Конвичный (1949—1962)
- Вацлав Нойман (1964—1968)
- Курт Мазур (1970—1996)
- Герберт Блумстедт (1998—2005)
- Рикардо Шайи (2005—2016)
- Андрис Нелсонс (с 2018)

## Почётные дирижёры
- Курт Мазур (с 1996)
- Герберт Блумстедт (с 2005)